# HD65987
HD65987 — хімічно пекулярна зоря спектрального класу B9, що має видиму зоряну величину в смузі V приблизно  7,6.
Вона  розташована на відстані близько 1672,6 світлових років від Сонця.

## Пекулярний хімічний склад
Зоряна атмосфера HD65987 має підвищений вміст 
Si
.